# Cyclocheilichthys
Cyclocheilichthys är ett släkte av fiskar. Cyclocheilichthys ingår i familjen karpfiskar.
Kladogram enligt Catalogue of Life:
| Cyclocheilichthys | \| \| Cyclocheilichthys apogon \| \| \| \| \| \| Cyclocheilichthys armatus \| \| \| \| \| \| Cyclocheilichthys enoplus \| \| \| \| \| \| Cyclocheilichthys furcatus \| \| \| \| \| \| Cyclocheilichthys heteronema \| \| \| \| \| \| Cyclocheilichthys janthochir \| \| \| \| \| \| Cyclocheilichthys lagleri \| \| \| \| \| \| Cyclocheilichthys repasson \| \| \| \| \| \| Cyclocheilichthys schoppeae \| \| \| \| \| \| Cyclocheilichthys sinensis \| \| \| \| |
|                   | \| \| Cyclocheilichthys apogon \| \| \| \| \| \| Cyclocheilichthys armatus \| \| \| \| \| \| Cyclocheilichthys enoplus \| \| \| \| \| \| Cyclocheilichthys furcatus \| \| \| \| \| \| Cyclocheilichthys heteronema \| \| \| \| \| \| Cyclocheilichthys janthochir \| \| \| \| \| \| Cyclocheilichthys lagleri \| \| \| \| \| \| Cyclocheilichthys repasson \| \| \| \| \| \| Cyclocheilichthys schoppeae \| \| \| \| \| \| Cyclocheilichthys sinensis \| \| \| \| |
|                   | Cyclocheilichthys apogon |
|                   | |
|                   | Cyclocheilichthys armatus |
|                   | |
|                   | Cyclocheilichthys enoplus |
|                   | |
|                   | Cyclocheilichthys furcatus |
|                   | |
|                   | Cyclocheilichthys heteronema |
|                   | |
|                   | Cyclocheilichthys janthochir |
|                   | |
|                   | Cyclocheilichthys lagleri |
|                   | |
|                   | Cyclocheilichthys repasson |
|                   | |
|                   | Cyclocheilichthys schoppeae |
|                   | |
|                   | Cyclocheilichthys sinensis |
|                   | |